# Kylie Verzosa
Kylie Fausto Verzosa (Baguio, 7 febbraio 1992) è un'attrice e modella filippina incoronata Miss International 2016 il 27 ottobre 2016 a Tokyo.
È la sesta filippina ad essere eletta Miss International.

## Biografia
Nativa di Baguio, Filippine, frequenta l'Università di Saint Louis della città e in seguito studia business management presso l'Università Ateneo de Manila. Dopo la laurea svolge l'occupazione di insegnante presso una scuola d'infanzia e di modella.
Nel 2015 partecipa alla 52ª edizione di Binibining Pilipinas (Miss Filippine), svoltasi allo Smart Araneta Coliseum di Quezon, dove si classifica tra le prime quindici finaliste. Potendovi nuovamente gareggiare per regolamento, partecipa anche l'anno seguente venendo incoronata Binibining Pilipinas International 2016 il 17 aprile 2016. Ciò la rende la rappresentante del proprio paese per il concorso di Miss International.
Il 27 ottobre vola a Tokyo per rappresentare le Filippine a Miss International 2016, dove viene incoronata vincitrice. Ciò la rende la sesta filippina ad ottenere tale riconoscimento.

## Filmografia

### Cinema
- Ang Panday, regia di Coco Martin (2017)
- Kasal, regia di Ruel S. Bayani (2018)
- Abay Babes, regia di Don Cuaresma (2018)

### Televisione
- Wansapanataym: Gelli In A Bottle, registi vari (ABS-CBN, 2018)
- Precious Hearts Romances Presents: Los Bastardos, regia di Raymond B. Ocampo e Digo Ricio (ABS-CBN, 2018–2019)
- Ipaglaban Mo: Hukay, registi vari (ABS-CBN, 2018)